# Козловаж
Козловаж — река в России, протекает в Котельничском районе Кировской области. Устье реки находится в 61 км по правому берегу реки Боковая. Длина реки составляет 9,2 км, площадь водосборного бассейна 69,4 км².
Исток реки в болотах к юго-востоку от посёлка Комсомольский. Река течёт на юг и юго-восток по заболоченному лесу. Крупнейший приток — Елховка (левый).

## Данные водного реестра
По данным государственного водного реестра России относится к Камскому бассейновому округу, водохозяйственный участок реки — Вятка от города Котельнич до водомерного поста посёлка городского типа Аркуль, речной подбассейн реки — Вятка. Речной бассейн реки — Кама.
Код объекта в государственном водном реестре — 10010300412111100036832.